# Утјекач
Утјекач (слч. Utekáč) насељено је мјесто са административним статусом сеоске општине (слч. obec) у округу Полтар, у Банскобистричком крају, Словачка Република.

## Становништво
| Година:    | 1994. | 2004.    | 2014.    | 2024.    |
| ---------- | ----- | -------- | -------- | -------- |
| Број људи: | 1299  | 1142     | 1005     | 825      |
| Разлика:   |       | -12,08 % | -11,99 % | -17,91 % |

| Година:    | 2023. | 2024.   |
| ---------- | ----- | ------- |
| Број људи: | 837   | 825     |
| Разлика:   |       | -1,43 % |

Према подацима о броју становника из 2011. године насеље је имало 1.027 становника.